# 艾美·拿臣
艾美·拿臣（丹麥語：Emil Larsen，1991年6月22日—）是一名丹麥足球員。

## 國家隊生涯
艾美·拿臣在2012年11月14日作客對土耳其的友誼賽下半場入替卡斯柏·羅連遜獲得首頂國家隊喼帽。

## 職業數據
以下是艾美·拿臣的職業數據︰
| 賽季    | 球會   | 上陣 | 入球 | 聯賽         |
| ------- | ------ | ---- | ---- | ------------ |
| 2010/11 | 林比   | 024  | 05   | 丹麥超級聯賽 |
| 2011/12 | 林比   | 032  | 09   | 丹麥超級聯賽 |
| 2012/13 | 奧丹斯 | 028  | 07   | 丹麥超級聯賽 |
| 2013/14 | 奧丹斯 | 032  | 07   | 丹麥超級聯賽 |
| TOTAL   | TOTAL  | 116  | 28   |              |